# Casa Méndez

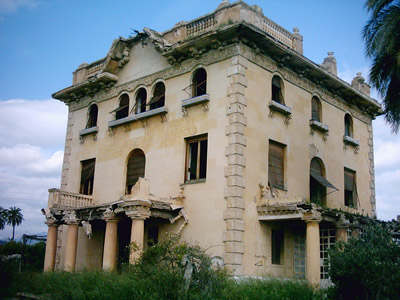
Fachada principal de la Casa Méndez (1999).

La casa Méndez, también conocida como Villa Rosalía es una mansión situada en Librilla, Región de Murcia, España, en el acceso a la localidad desde la Autovía del Mediterráneo. Construida a principios del siglo XX por Andrés Méndez, ha sido y sigue siendo un edificio representativo de la localidad, debido a su belleza y a las leyendas locales sobre fantasmas, pese a lo cual se encuentra actualmente en estado de abandono.

## Arquitectura

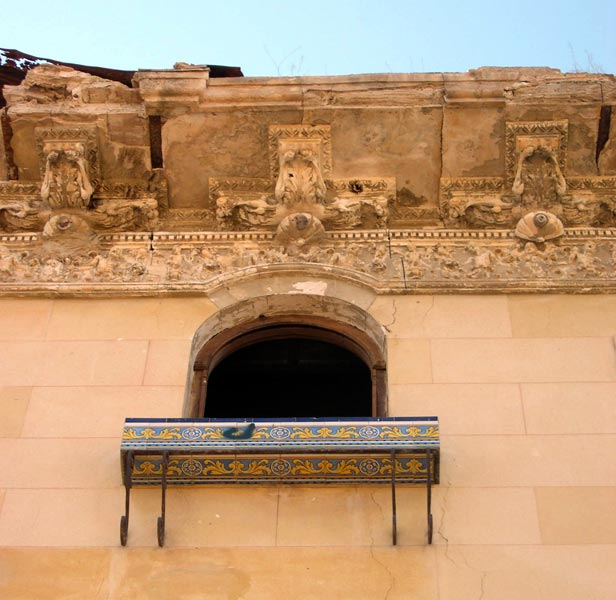
Frisos de la fachada.

Esta casa está situada en una parcela acotada con murete de piedra y centrada en un paisaje ajardinado. De planta cuadrada, se divide en bajo, dos pisos y terraza con balaustrada y pequeña buhardilla o mirador.
No podemos remitirnos a estilos artísticos concretos a la hora de encuadrar este edificio, pues no posee una estética definida. Si algo llama la atención en él es la libertad con la que el arquitecto define sus formas exteriores, que no parecen seguir un orden determinado y jerarquizado por plantas. El edificio muestra un total de cuatro fachadas.
Aunque la armonía en el orden de vanos, vistos desde el exterior, parezca inexistente, no podemos obviar la realidad del espíritu clásico que invade toda la construcción, tanto en sus fachadas, como en su interior.
Podemos observar una referencia clásica en sus ornamentos. Así como en la cornisa del edificio.
La referencia del espíritu clásico o renacentista tiene su contrapunto en las cerámicas con las que se cubren los balconcillos de algunas ventanas, materiales mucho más rústicos que la piedra, que añaden un contraste, podríamos decir popular, a esta edificación.
Es necesario añadir a este recorrido por el exterior de la arquitectura algunos elementos que ya no son visibles, dado el abandono de la propiedad. 

## Historia

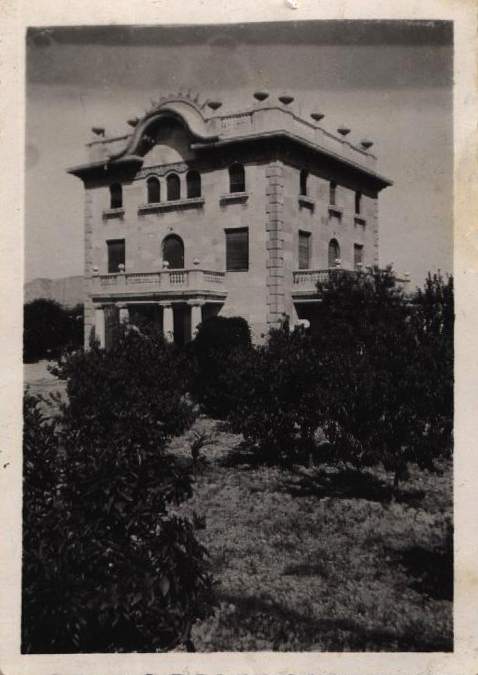
La Casa Méndez en 1933.

La construcción se realiza a principios del siglo XX,  concretamente en los años veinte, cuando en la arquitectura se experimenta con nuevos diseños, mezclando estilos antiguos y modernos, tipologías locales con el uso de nuevos materiales.
Su construcción la promovió don Andrés Méndez, que la dejó en herencia a sus seis hijos. Uno de los herederos era José, conocido pintor y profesor de dibujo. José Méndez intentó, a lo largo de años, abordar la rehabilitación de este proyecto tan singular y hasta él mismo pintó algunos murales en las estancias de la vivienda; de hecho se proponía hacer de la casa mansión un museo.
A lo largo de años las autoridades municipales habían discutido con los herederos de la finca la futura adquisición de la misma por parte de la administración pública.
El Consistorio de Librilla ha manifestado su interés en convertir la mansión en sede de actos culturales y en la futura urbanización de la zona, con el fin de dar al barrio de El Lavador una nueva fisonomía en la que se integren las zonas urbanas modernas.